# Palazzo Odescalchi Simonetti

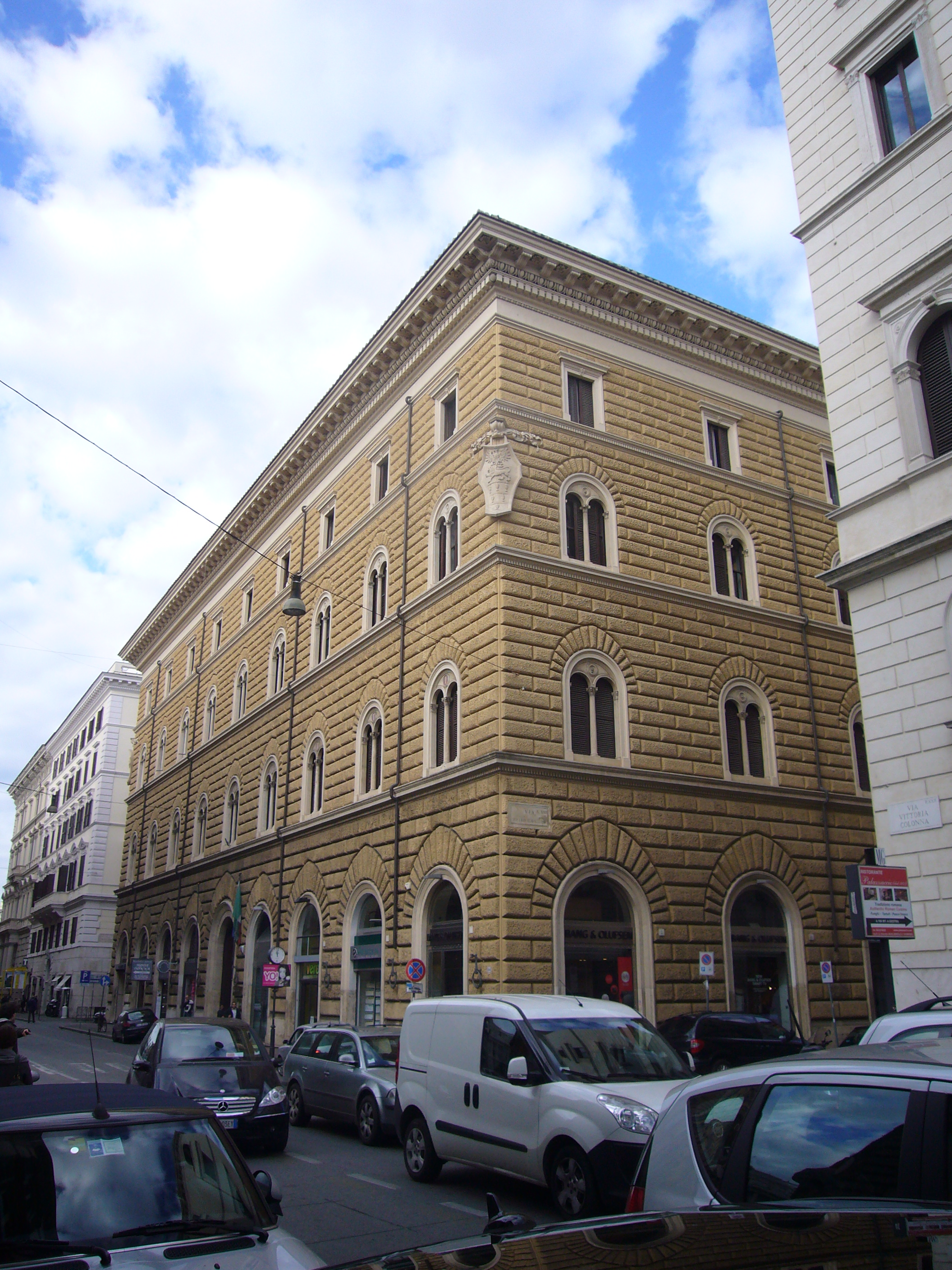
Vista do palácio a partir da Via Vittorio Colonna.

Palazzo Odescalchi Simonetti é um palácio localizado na Via Vittorio Colonna, entre a Via Muzio Clementi e a Via Pietro Cavallini, no rione Prati de Roma.

## História
Este palácio foi projetado pelo arquiteto Francesco Fontana (1819-1883) e recebeu, depois de 1886, do arquiteto romano Carlo Busiri Vici o estilo neoclássico que conserva ainda hoje. Sua aparência atual é atribuída ao arquiteto Raffaele Ojetti. O brasão que decora a sua fachada é o do príncipe Ladislao Odescalchi Baldassare Constantino Ignacio Giovanni Carlo, geralmente chamado apenas de Baldassare III, sétimo príncipe Odescalchi, duque de Bracciano e Syrmio, nascido em Roma em 1844 e morto em Civitavecchia em 1909. Depois de emigrar para Florença em 1867, Baldassare foi membro da junta governamental e da comitiva que apresentou ao rei Vittorio Emanuel II o resultado do plebiscito sobre a transformação de Roma na nova capital do Reino da Itália após a sua captura em 1870. Com medo de ser implicado na morte de um ex-adversário político, que o havia desafiado antes para um duelo, Odescalchi optou por emigrar deixar a capital, mas acabou logo depois eleito para o parlamento italiano apesar disso. Retornando à Itália cinco anos depois, foi deputado de centro-esquerda em Civitavecchia (1880-1886) e senador em 1896.
Neste palácio nasceu a segunda filha de Luigi Pirandello e ali foi instalado o estúdio do pintor Attilio Simonetti, que emprestou seu nome ao edifício.